# Ilhas de Sotavento Britânicas
```
   |-
       |
Erro:
:  
valor não especificado para "
nome_comum
"

   |-
       | 
Erro:
:  
valor não especificado para "
continente
"
```

As Ilhas de Sotavento Britânicas (em inglês:  British Leeward Islands) foram uma antiga colónia britânica nas Pequenas Antilhas, nas Caraíbas. Existiu de 1671 a 1816, e de 1833 a 1 de janeiro de 1960.
As Ilhas de Sotavento Britânicas incorporavam inicialmente oito territórios insulares do norte das Pequenas Antilhas:
- as Ilhas Virgens Britânicas e Tortola em 1672, mais o conjunto de ilhas que se juntaram à colónia em 1872 e a deixaram em 1956.
- Antígua
- Barbuda
- Monserrate
- Ilha de São Cristóvão
- Neves
- Anguila
- Dominica - que se juntou à colónia em 1871 até 1940, tendo sido associada às Ilhas de Barlavento Britânicas.

A capital da colónia era a cidade de São João em Antígua.
Em 1 de julho de 1956, a colónia federal foi dissolvida e tornou-se no Território das Ilhas de Sotavento (Territory of the Leeward Islands). As Ilhas Virgens Britânicas formaram uma colónia separada. Este estatuto transitório preparou a formação da Federação das Índias Ocidentais, no seio da qual o Território das Ilhas de Sotavento se tornaria uma província em 3 de janeiro de 1958, antes de ser oficialmente dissolvido em 1 de janeiro de 1960.